# Demirboğaz, Güçlükonak
Demirboğaz là một xã thuộc huyện Güçlükonak, tỉnh Şırnak, Thổ Nhĩ Kỳ. Dân số thời điểm năm 2011 là 10 người.